# Эйлер-Хельпин, Ханс фон
Ханс Карл Август Симон фон Э́йлер-Хе́льпин (швед. Hans Karl August Simon von Euler-Chelpin; 15 февраля 1873, Аугсбург, Германская империя — 6 ноября 1964, Стокгольм, Швеция) — шведский биохимик. Потомок четвероюродного брата академика Леонарда Эйлера, отец Ульфа Эйлера. Лауреат  Нобелевской премия по химии (1929).

## Биография
Окончил мюнхенскую Академию художеств в 1893 году, затем изучал химию и медицину в университетах Берлина, Страсбурга и Гёттингена. Организатор и председатель (1908—1963) Шведского химического общества. Профессор Стокгольмского университета (1906—1929), директор Института органической химии и института витаминов (с 1929 года).

## Основные работы

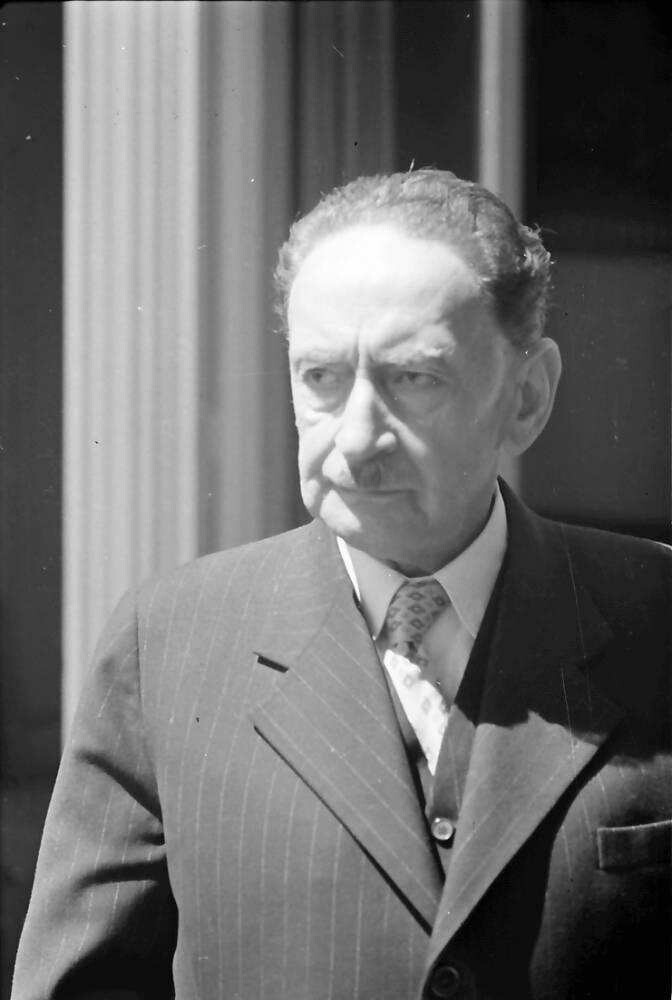
Эйлер-Хельпин в 1951 году

Основные работы посвящены изучению механизма различных биохимических процессов. Исследовал кинетику и выяснил механизм ферментации сахаров. Отметил увеличение скорости химических реакций в живых организмах под действием ферментов и предложил назвать это явление биокатализом. Изучал структуру и механизм действия витамина A (совместно с П. Каррером) и доказал, что β-каротин является провитамином A и содержится в пигменте глаза. Внёс значительный вклад в изучение биохимии опухолей.

## Награды и звания
- Нобелевская премия по химии (1929, совместно с А. Гарденом) по химии «за исследования по ферментации сахара и ферментов брожения».
- Член Королевской шведской Академии наук
- С 1927 года — иностранный член-корреспондент АН СССР[1]

## Сочинения
- Grundlagen und Ergebnisse der Pflanzenchemie, Tl 1—3, Braunschweig, 1908—09;
- Chemie der Enzyme, 3 Aufl., Tl 1—2, Münch., 1925-34.